# Live labo代々木
ライブラボ代々木（LIVE labo YOYOGI）は、東京都渋谷区代々木一丁目にあるライブハウスである。

## 概要
2004年12月2日開業。その名前は、ライブをいろいろな角度から視差し研究する音楽発信研究所（ラボ = laboratory）を理念に掲げていることによる。客層や出演者からは「ラボ」「代々木ラボ」の愛称で親しまれている。
他のライブハウスとの交歓イベントなども積極的に行っており「繋がり」を意識した方針がうかがえる。

## イベント
- 「24時間耐久ライブ」 - 総勢40組以上のバンドを呼んで24時間ライブをし続ける
- 「度胸試しナイツ」 - 普段バンドを組んでいるバンドマンが一人（ないしは二人）で出演する
- 「ホストクラブLabo」 - 出演者とスタッフが総勢でホストの衣装で営業する
- 「音の虹」-関西のライブハウスとの交歓イベント